# Renacimiento de Disney

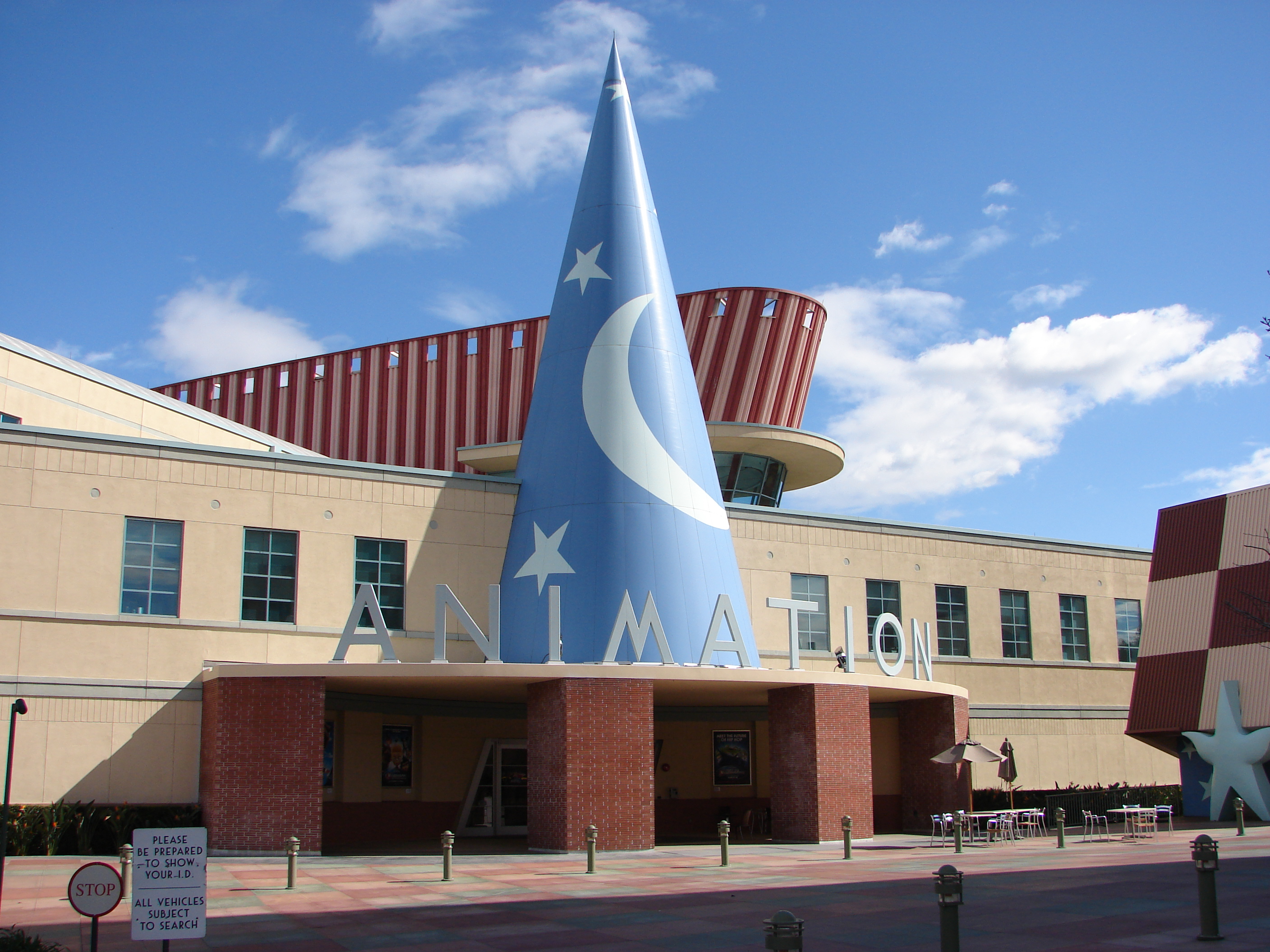
Roy E. Disney Animation Building, inaugurado en 1995 como nueva sede de Walt Disney Animation Studios.

Se conoce como «Renacimiento de Disney» a la época comprendida entre 1989 y 1999, en la que Walt Disney Feature Animation (renombrado como Walt Disney Animation Studios en 2006) resurgió como una exitosa productora de películas animadas que restauraron el interés del público y de la crítica por The Walt Disney Company. Las películas animadas se basaron principalmente en historias conocidas y siguiendo el modelo, tanto argumental como artístico, de los largometrajes animados del estudio de Walt Disney en la época dorada de Disney.
Durante esta etapa, el estudio produjo y lanzó las siguientes películas animadas: La sirenita (1989), The Rescuers Down Under (1990), La bella y la bestia (1991), Aladdín (1992), El rey león (1994), Pocahontas (1995), El jorobado de Notre Dame (1996), Hércules (1997), Mulan (1998) y Tarzán (1999). Asimismo, Fantasía 2000 (1999) y The Princess and the Frog (2009) son consideradas como las producciones del estudio posteriores que igualaron la animación tradicional, el argumento y la música de las películas del Renacimiento de Disney.
Cabe señalar que las tres siguientes películas animadas anteriores a este período: The Rescuers (1977), The Great Mouse Detective (1986) y Oliver y su pandilla (1988) son consideradas como precursoras del Renacimiento de Disney, ya que otorgaron las bases para la calidad musical, artística y argumental, e incluso tecnológica, de los largometrajes animados de Disney en 1989 y los años 1990, además, de una recepción crítica de la que se esperaba un retorno a la época dorada de Disney.

## Antecedentes (pre-1989)

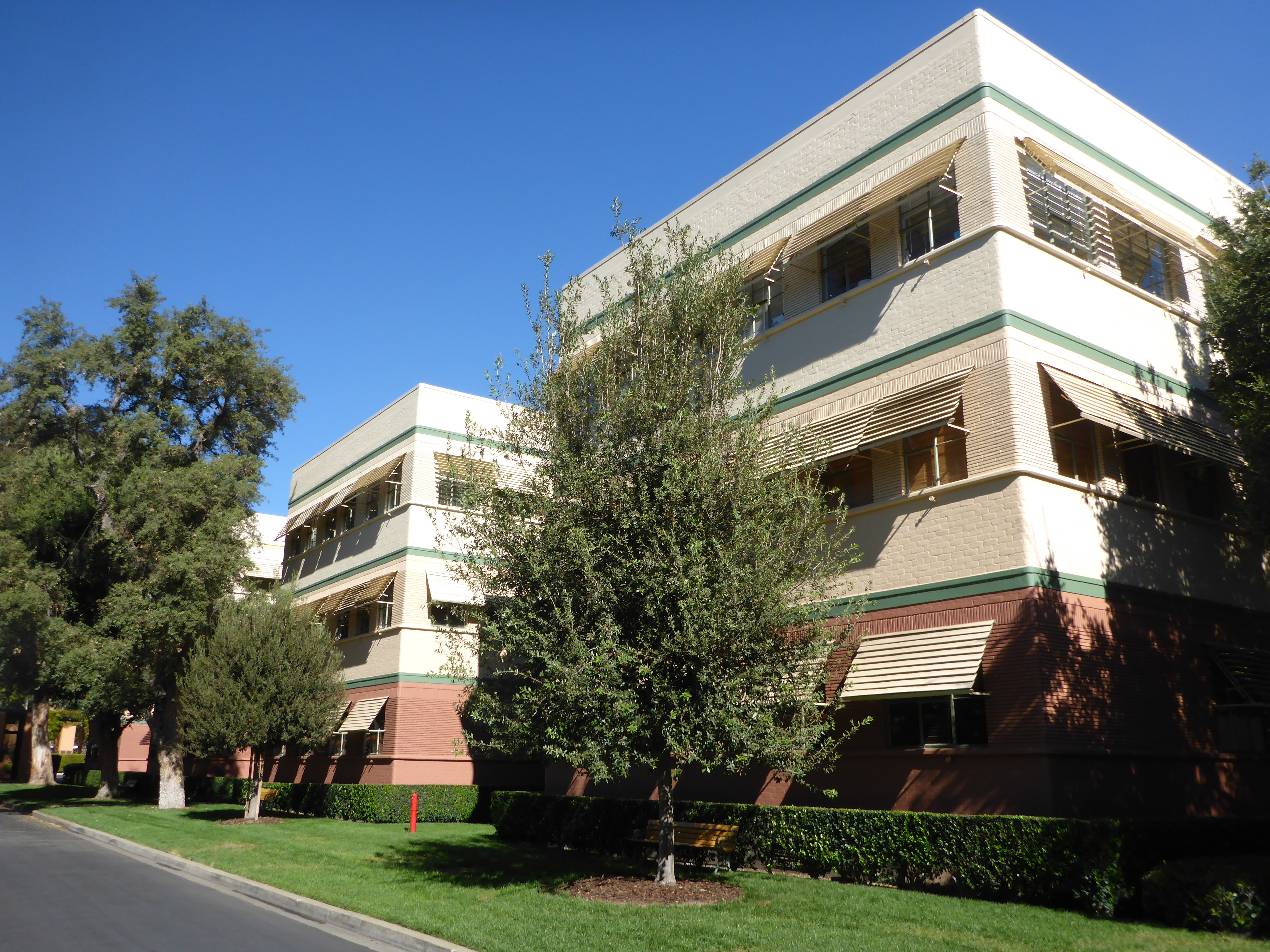
El edificio original de animación de Walt Disney Studios, utilizado hasta 1985.

Tras los fallecimientos de Walt Disney y Roy O. Disney (en 1966 y 1971, respectivamente), The Walt Disney Studios quedaron a cargo de Donn Tatum, Card Walker y Ron Miller. Si bien los críticos y el público esperaban el nacimiento de una nueva época dorada para la animación de Disney tras el estreno de la película The Rescuers (1977), las películas lanzadas durante los primeros dieciocho años bajo la nueva administración no tuvieron tanto éxito comercial como lo habían tenido sus antecesoras. Durante la producción de The Fox and the Hound (1981), el animador Don Bluth renunció a Disney para comenzar su propio estudio, Don Bluth Productions, y se llevó a once compañeros animadores con él, profundizando aún más la crisis. Con un 17% menos de animadores en planta, la producción de la película debió demorarse. Don Bluth Productions produjo The Secret of NIMH en 1982 (cuya historia había sido rechazada por Disney por ser muy oscura), y la compañía se convirtió en el principal competidor de Disney en la industria de la animación, lo que continuaría hasta principios de los años 1990.
Durante los años 1980, Disney sufrió varios cambios en su organización después de lograr evitar por un escaso margen la compra de los estudios por parte del empresario Saul Steinberg. Michael Eisner, proveniente de Paramount Pictures, asumió el cargo de director ejecutivo de la compañía en 1984, junto a su socio de Paramount Jeffrey Katzenberg, mientras que Frank Wells, de Warner Bros., ocupó el puesto de presidente. En 1985, para liberar espacio que sería destinado a nuevas películas de imagen real, el departamento de animación fue trasladado de Burbank a varios hangares, almacenes y remolques "temporarios" ubicados a poco más de tres kilómetros al este, en Glendale, donde permanecería durante los siguientes diez años. De esta forma, la mayor parte del renacimiento de Disney tuvo lugar en un remoto parque industrial de Glendale, el Grand Central Business Centre.
Después del fracaso comercial de The Black Cauldron en 1985, que solo llegó a recaudar la mitad de su presupuesto, el futuro del departamento de animación se vio amenazado. La compañía tomó una decisión contraria a sus políticas: fundó una división de animación televisiva (en la actualidad, Disney Television Animation), que era mucho más económica que la animación cinematográfica. Para salvar lo que, según su opinión, era el negocio central del estudio, Roy E. Disney convenció a Eisner de que le permitiese supervisar el departamento de animación con la esperanza de mejorar su suerte.

### 1986–88: Disney vs. Don Bluth
En 1986, Disney lanzó The Great Mouse Detective, mientras que Don Bluth produjo An American Tail. Este último superó a Mouse Detective y se convirtió en la película más taquillera en su primer lanzamiento. A pesar del mayor nivel de éxito de An American Tail, The Great Mouse Detective fue lo suficientemente exitoso, tanto crítica como comercialmente, para infundir confianza a los ejecutivos en el departamento de animación de Disney. En 1987, mientras los estudios de Disney y Don Bluth competían entre sí, la película animada The Brave Little Toaster se convertiría en una producción clave porque atrajo una cantidad sustancial de talento tanto nuevo como antiguo. Muchos de los miembros del elenco y del equipo llegaron a tener carreras exitosas en la industria de la animación. El coguionista Joe Ranft se convirtió en supervisor de guiones en Pixar, mientras que los animadores Glen Keane, Kirk Wise y Kevin Lima animaron y codirigieron la mayoría de las futuras películas de Disney de 1989 y los años 1990. En 1988, Oliver y su pandilla superó con éxito a The Land Before Time (en el mercado estadounidense, a nivel mundial los papeles se invirtieron), iniciando una era de mayor participación teatral para el estudio de Disney.
En 1988, Disney trabajó en colaboración con Steven Spielberg, quien era fanático de la animación y productor de An American Tail y The Land Before Time, para producir ¿Quién engañó a Roger Rabbit?, una película híbrida de imagen real y animación protagonizada por diversos personajes animados pertenecientes a varios estudios en la era dorada de la animación estadounidense. La película fue un éxito comercial y de crítica: obtuvo tres premios Óscar en categorías técnicas y renovó el interés del público por las cintas animadas. Además de la película, Spielberg colaboró con Disney en la producción de tres cortos de Roger Rabbit.

## Cronología (1989–99)

### 1989:La sirenita

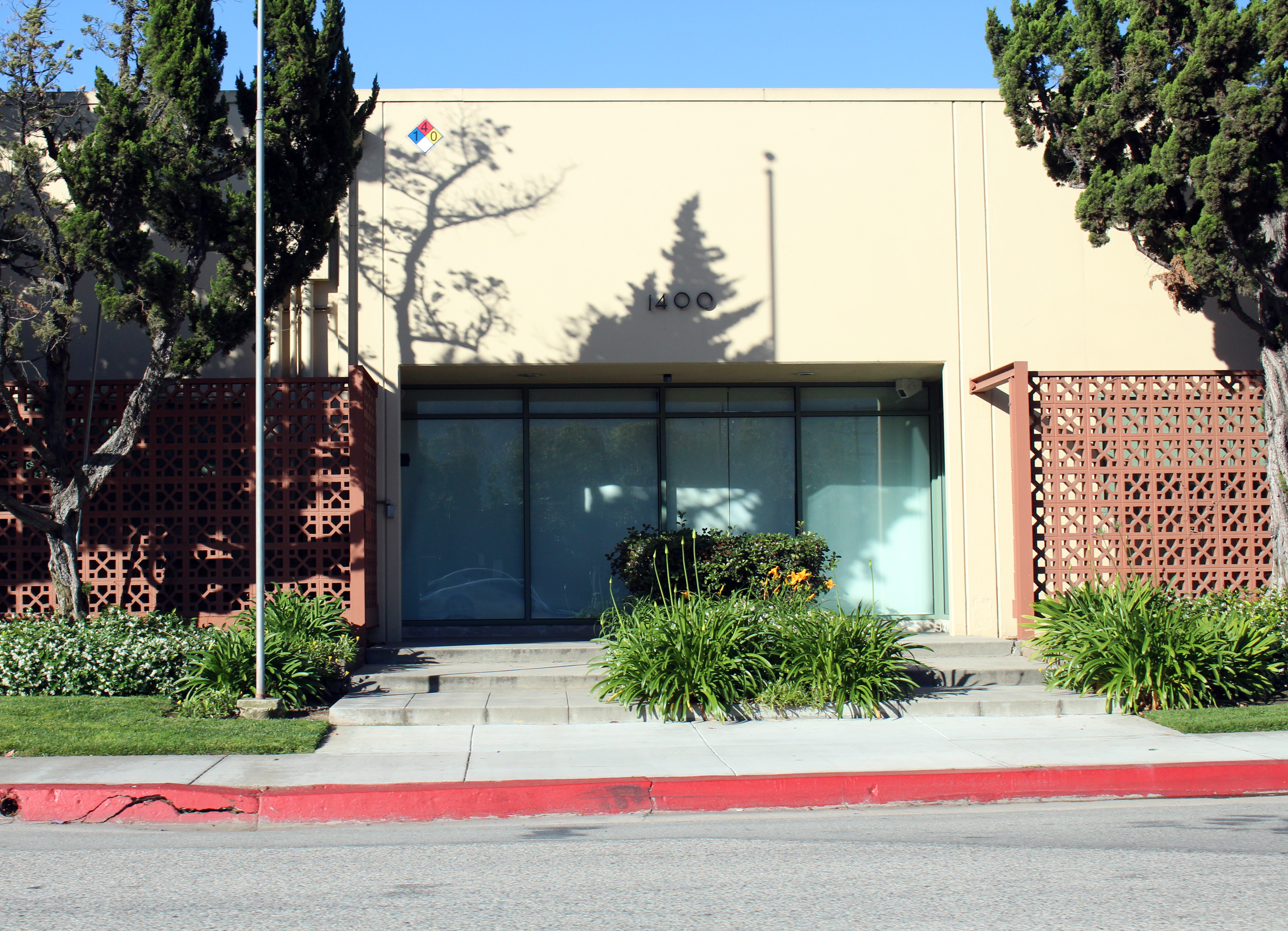
1400 Flower Street en Glendale, donde se produjeron en parte varias películas que precedieron al renacimiento de Disney.

Disney había comenzado a desarrollar la idea de La sirenita en los años 1930, y en 1988, después del éxito de Roger Rabbit, el estudio decidió convertirla en un musical animado, como varias de sus películas anteriores pero con un estilo más propio de Broadway. El letrista Howard Ashman y el compositor Alan Menken, quienes habían trabajado en producciones de Broadway como Little Shop of Horrors, fueron los encargados de componer la banda sonora de la película.
La sirenita fue lanzada el 14 de noviembre de 1989 y se convirtió en un gran éxito comercial y de crítica, llegando a superar a Todos los perros van al cielo, de Bluth, que se estrenó el mismo fin de semana, y superando incluso el récord de The Land Before Time como la película animada más taquillera de la historia. Ganó dos premios Óscar, en las categorías de Mejor canción original («Under the Sea») y Mejor banda sonora, y obtuvo una segunda nominación en la categoría de Mejor canción original por «Kiss the Girl».

### 1990–91:The Rescuers Down UnderyLa bella y la bestia

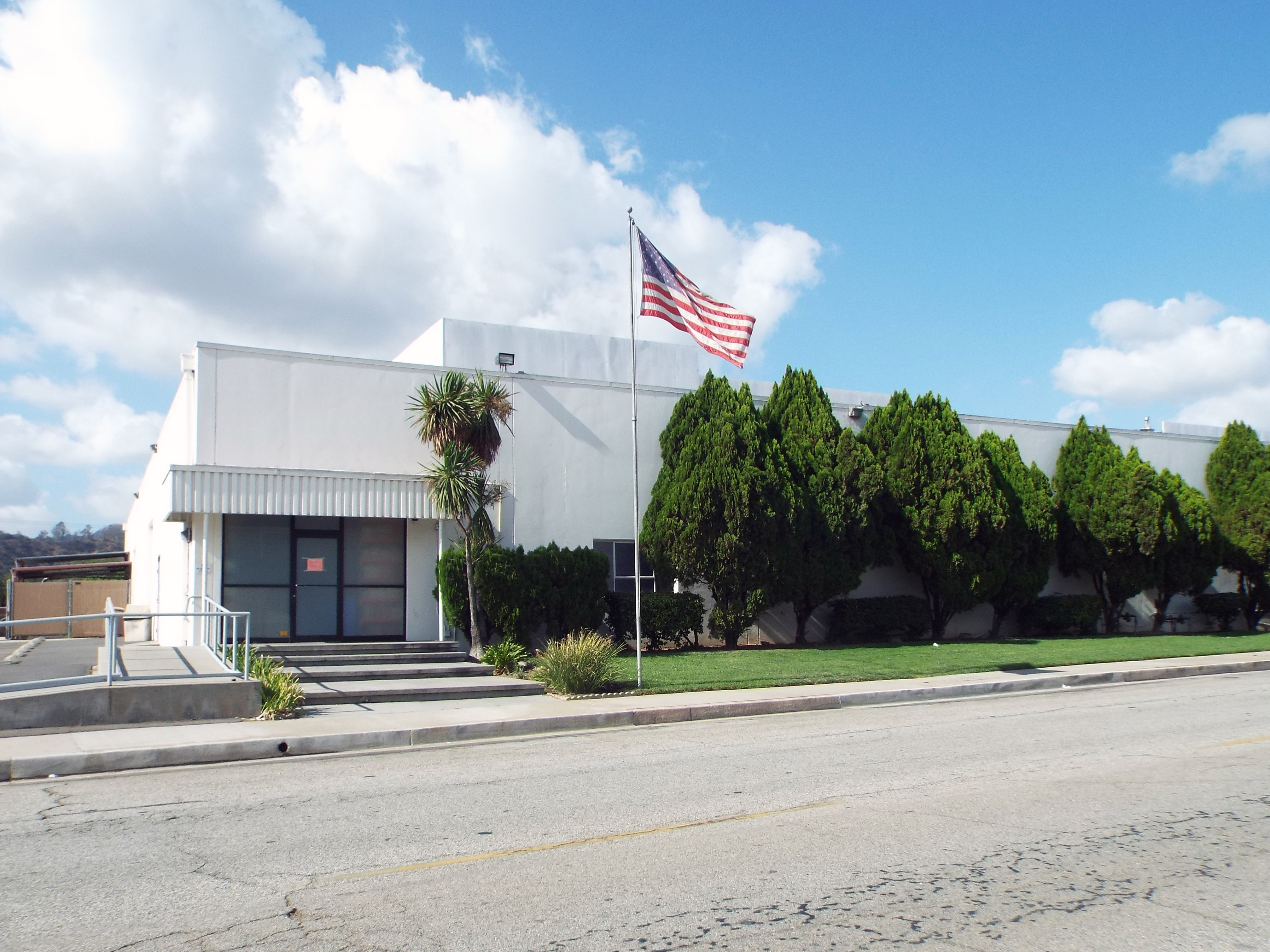
1400 Air Way en Glendale, sitio de producción de varias de las películas del renacimiento de Disney.

Un año después, el estudio lanzó The Rescuers Down Under, la primera secuela producida por Walt Disney Animation Studios. La película obtuvo buenas críticas, pero no tuvo tanto éxito en taquilla como La sirenita.
La bella y la bestia, considerada como una de las mejores películas animadas de la historia, se estrenó en 1991. Fue la primera película animada que obtuvo una nominación en la categoría de Mejor película de los premios Óscar (finalmente, The Silence of the Lambs se llevaría la estatuilla). La bella y la bestia obtuvo el Globo de Oro a la mejor película - Comedia o musical y dos premios Óscar, por Mejor banda sonora y Mejor canción original. La película también recibió una nominación por Mejor sonido, además de dos nominaciones adicionales en la categoría de Mejor canción original.

### 1992–94:AladdínyEl rey león
Aladdín y El rey león, estrenadas en 1992 y 1994, respectivamente, fueron las películas más taquilleras en sus respectivos años de lanzamiento. Aladdín fue la película animada de mayor éxito hasta el estreno de El rey león, que continúa siendo la película de animación tradicional de mayor recaudación de la historia (es la séptima película animada más taquillera si se suman las ganancias obtenidas durante su reestreno en 3D de 2011, detrás de Despicable Me 2, Zootopia, Buscando a Dory, Toy Story 3, Minions y Frozen). Ambas películas obtuvieron premios Óscar en las categorías de Mejor canción original y Mejor banda sonora original. Aladdín también obtuvo una nominación adicional para Mejor canción original y nominaciones en las categorías de Mejor sonido y Mejor edición de efectos de sonido, lo que sumó un total de cinco nominaciones. El rey león obtuvo dos nominaciones más en la categoría de Mejor canción original, con un total de cuatro nominaciones.
Howard Ashman escribió varias canciones para Aladdín antes de su fallecimiento, pero solo tres de ellas llegaron a utilizarse en la película. Tim Rice se unió al proyecto y completó la banda sonora y las canciones junto con Alan Menken. Dos años más tarde, Rice trabajó con Elton John y Hans Zimmer en El rey león. En el período intermedio entre estas dos producciones, Disney decidió probar nuevos métodos de animación y produjo The Nightmare Before Christmas (1993) con Tim Burton, un exanimador de la compañía.

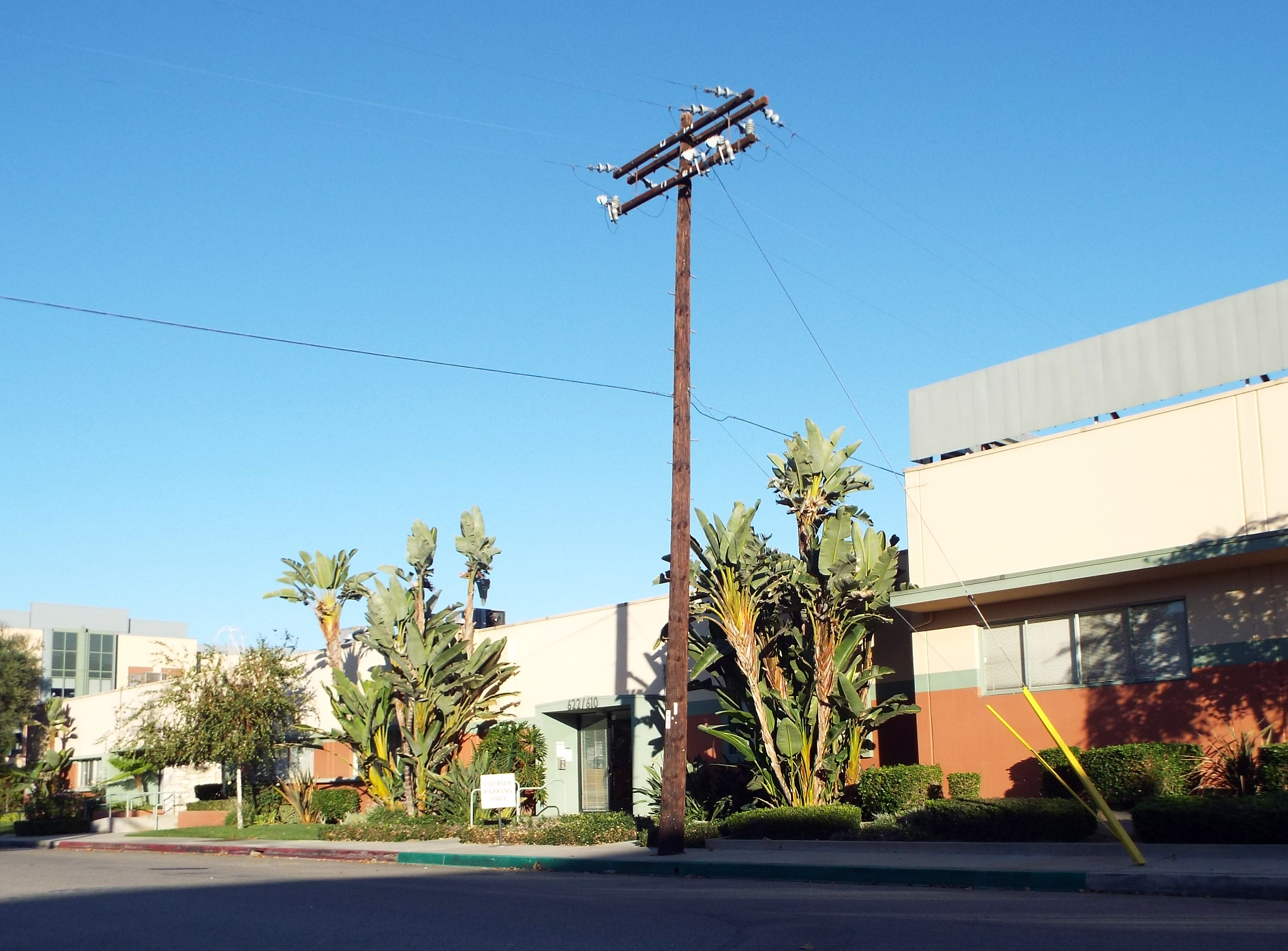
622/610 Circle 7 Drive (Hart-Dannon Building), donde se produjeron en parte varias películas del renacimiento de Disney.

Gracias al éxito de las primeras películas del renacimiento de Disney, la compañía recaudó dinero suficiente para recuperar los estudios de animación y llevarlos de regreso a Burbank. El 16 de diciembre de 1994, se inauguró un edificio de 22 000 metros cuadrados diseñado por Robert A. M. Stern frente a los estudios principales de Disney.

### 1995–97:Pocahontas,El jorobado de Notre DameyHércules
La siguiente película animada de Disney, Pocahontas (1995), obtuvo una recepción mixta, pero logró recaudar 346 millones de dólares y obtuvo dos premios Óscar, por Mejor banda sonora y Mejor canción original («Colors of the Wind»). El año siguiente, El jorobado de Notre Dame, la primera película animada de Disney producida con un presupuesto superior a cien millones de dólares, obtuvo mejores críticas que Pocahontas, pero recaudó menos que su antecesora (325 millones de dólares). El compositor Stephen Schwartz trabajó en ambos largometrajes. 
Cuando Hércules, lanzada en 1997, recaudó $252 millones ($73 millones menos que El jorobado de Notre Dame), los medios de comunicación comenzaron a sugerir que las películas animadas de Disney volvían a estar en caída. Aunque Hércules obtuvo mejores críticas que Pocahontas, debió competir con otras compañías emergentes, como DreamWorks y Pixar.

### 1998–99:MulanyTarzán
Mulan, con banda sonora de Jerry Goldsmith y canciones de Matthew Wilder y David Zippel, fue estrenada en 1998 y recaudó 304 millones de dólares, superando a su predecesora tanto en taquilla como en críticas. 
Tarzán (1999), con canciones de Phil Collins, obtuvo un premio Óscar a la Mejor canción original por «You'll Be in My Heart», y se convirtió en el mayor éxito comercial de Disney desde El rey león, con una recaudación de 448 millones de dólares y críticas positivas. Tarzán fue también la película animada de Disney de mayor costo hasta el momento, con un presupuesto de 130 millones de dólares, en su mayoría invertidos en el desarrollo de nuevos procesos de animación computarizada, como la técnica de coloración de fondos conocida como deep canvas. Fue también la primera película desde el comienzo del renacimiento de Disney escrita, desarrollada y producida en la nueva sede del estudio, en Burbank; todas las otras películas habían sido realizadas en Glendale en su totalidad o su producción había comenzado allí para luego trasladarse a Burbank. 
Tarzán es considerada como la última película animada del renacimiento de Disney. Sin embargo, Fantasía 2000 (1999) también suele ser considerada, ya que ambas fueron estrenadas en el mismo año. Además, aunque su éxito no superó al del resto de largometrajes animados de Disney de los años 1990 (con la excepción de The Rescuers Down Under en taquilla y Pocahontas en la crítica), destacó por ser la última película en seguir el patrón artístico, tanto musical como en imagen, de los largometrajes animados de la época dorada de Disney. De hecho, esta película se trata de una producción que conmemoró el 59.º aniversario (1999) y 60.º aniversario (2000) de la película Fantasía (1940), tercer largometraje animado de Walt Disney. Asimismo, Fantasía 2000 recaudó $90 millones en la taquilla mundial y ganó tres Premios Annie.
Durante los años 2000, Disney no volvería a tener un impacto similar por el resurgimiento de la animación tradicional y una aclamación tanto por el público como la crítica, hasta el estreno de The Princess and the Frog (2009). Esta película recaudó $267 millones en la taquilla mundial y ganó tres premios Annie. El agregador de reseñas Rotten Tomatoes informó que el 85% de 197 críticos le dieron a la película una crítica positiva, con una calificación promedio de 7,4 / 10 y Metacritic, que asigna una calificación promedio ponderada de 0 a 100 de los críticos de cine, tiene una puntuación de 73 sobre la base de 29 comentarios.

## 1985–99: Éxito en la animación televisiva (The Disney Afternoon)
Al mismo tiempo en que cosechaba éxitos cinematográficos, Disney realizó enormes avances en el mercado de la televisión. Después de treinta años de rechazar ofertas para producir productos animados televisivos, Disney finalmente cedió cuando Michael Eisner asumió como director ejecutivo. Las primeras caricaturas animadas de Disney, Los Wuzzles de CBS y Los osos Gummi de NBC, se estrenaron en el otoño boreal de 1985. A diferencia de las producciones estandarizadas de la época, los programas tenían un presupuesto muy elevado, lo que generaba que la animación y los guiones fuesen de alta calidad. Aunque Los Wuzzles solo duró una temporada, Los osos Gummi fue un gran éxito y se emitió durante seis años.
En 1987, la división de animación televisiva adaptó los cómics de Scrooge McDuck de Carl Barks para la televisión con Patoaventuras. El éxito de Patoaventuras desembocó en una adaptación cinematográfica titulada Patoaventuras: La película - El tesoro de la lámpara perdida (1990) y en una mayor inversión en caricaturas animadas. El resultado de esta inversión fue The Disney Afternoon (1990–99), un bloque de programación televisiva de dos horas de duración en el que se emitían programas como: The New Adventures of Winnie the Pooh (1988–91), Chip 'n Dale: Rescue Rangers (1989–91), TaleSpin (1990–91), Pato Darkwing (1991–93, emitido en ABC), La Tropa Goofy (1992–94, también emitido en ABC), Bonkers (1993–94), Marsupilami (1993–95), Gargoyles (1994–97), Pepper Ann (1997–2000), Recess (1997–2001) y Mickey Mouse Works (1999–2000). Además, algunas de las películas de este período fueron adaptadas en series animadas y proyectadas en el bloque televisivo, incluyendo: La sirenita (1992–94), Aladdín (1994–96), Timón y Pumba (1995–99), Hércules (1998–99) (las tres primeras emitidas por CBS) y, más tarde, The Legend of Tarzan (2001–03).

## Épocas posteriores

### 2000–07: Posrrenacimiento
El año 2000 inauguró el Posrenacimiento o Era Experimental de Disney, donde en las películas de la siguiente década, al igual que los cortometrajes en Fantasía 2000, se experimentaron con diferentes técnicas de animación (principalmente el uso del CGI) y diferentes géneros de contar historias. Aunque Disney lanzó otras nueve películas animadas en la era de posrenacimiento, muchas de ellas no tuvieron un gran desempeño crítico o comercial, o fueron éxitos menores, como Dinosaurio y Atlantis: el imperio perdido. El estudio sufrió pérdidas significativas en taquilla con El planeta del tesoro y Home on the Range. The Emperor's New Groove, Lilo & Stitch y Brother Bear fueron los únicos éxitos de taquilla de la época, y Lilo & Stitch fue la más comercial de estas películas, ya que dio lugar a una franquicia, con tres secuelas y series televisivas. Además, a principios de los años 2000 la compañía rival DreamWorks cosechó un gran éxito con la serie de películas de Shrek.
En 1995, Disney se asoció con Pixar para crear Toy Story, la primera película animada por computadora en su totalidad. A principios y mediados de los años 2000, muchas de las películas de Pixar, como Monsters, Inc., Buscando a Nemo y Los Increíbles, obtuvieron un gran éxito crítico y de taquilla, similar a los de las películas de Disney de principios de los años 1990, mientras que las películas animadas propias de Disney del mismo período obtuvieron un éxito mucho menor. Muchos analistas sugirieron que Disney había pasado a depender en gran medida de Pixar para generar el contenido creativo que luego podrían explotar en forma de productos para consumo y en producciones televisivas. Pixar se encargaba de la creación y de la producción de las películas mientras que Disney manejaba el mercadeo y la distribución, y ambos estudios se dividían las ganancias y los costos de producción en mitades iguales, sin incluir la tasa de distribución, a cargo de Disney. Sin embargo, en este acuerdo comercial Disney tenía los derechos absolutos de todas las historias y sus secuelas, lo que pronto se convirtió en un gran problema para Pixar y generó una relación más tensa con Disney. El contrato entre Disney y Pixar expiró en 2004, y ese año se postergaron las negociaciones para llegar a un nuevo acuerdo. Pixar insistía en tener control sobre las películas que ya estaban en producción bajo el acuerdo anterior (Los Increíbles y Cars), y Disney se negaba a concederlo, por lo que Pixar declaró estar buscando nuevos socios de manera activa.
En respuesta al éxito de Pixar, el director ejecutivo de Disney en ese momento, Michael Eisner, decidió que el gusto del público había cambiado y que era hora de salir de la animación dibujada a mano después de Home on the Range en 2004. En 2005, Chicken Little, la primera película del estudio animada por computadora en su totalidad, recibió críticas mixtas, aunque tuvo un buen desempeño en la taquilla, mientras que su segundo largometraje de similares características, Meet the Robinsons (2007), tuvo críticas favorables pero un desempeño comercial modesto. El éxito comercial de Chicken Little sugirió que Disney no necesitaba a Pixar para producir películas exitosas animadas por computadora, y le otorgó una leve ventaja durante las negociaciones para continuar con la asociación.
En 2006, Disney compró Pixar por 7,4 mil millones de dólares, y los ejecutivos de Pixar Edwin Catmull y John Lasseter asumieron como presidente y oficial creativo ejecutivo de Disney Animation, respectivamente (además de continuar con su trabajo en Pixar). La reorganización subsecuente afectó numerosos proyectos que se estaban desarrollando en ese momento, como American Dog, que estaba siendo escrita por Chris Sanders. Cuando Lasseter asumió su cargo en Walt Disney Animation Studios, revisó American Dog e hizo una serie de sugerencias y cambios creativos que conllevaron a un cambio mayor en la historia y en la dirección artística; la película fue renombrada como Bolt y estrenada en 2008. En el proceso, Chris Sanders (quien se negó a aplicar varios de los cambios creativos) fue reemplazado por Chris Williams y Byron Howard como directores del filme. Lasseter declaró: "Chris Sanders es extremadamente talentoso, pero no podía llevar la película al lugar donde debía estar". Según Lasseter, él y Edwin Catmull también cambiaron la forma en que se manejaban las proyecciones de prueba: pidieron que todos los presentes hablasen con franqueza y aseguraron que las opiniones de todos serían bienvenidas, sin importar su experiencia o su jerarquía.

### 2008–presente: Resurgimiento de Disney
En 2008, la primera película de animación digital de Disney posterior a la compra de Pixar, Bolt, se estrenó con un gran éxito de crítica y taquilla. Con 89% de críticas positivas en Rotten Tomatoes, Bolt fue la película de Walt Disney Animation mejor puntuada por la crítica en casi una década (desde Tarzán en 1999). Muchos críticos atribuyeron la calidad de la película a la nueva dirección creativa. Kenneth Turan, periodista de Los Angeles Times, escribió: "A fin de cuentas, Bolt es una dulce película familiar de Disney, pero la supervisión de Lasseter la ha hecho mejor de lo que habría sido sin él".
Algunos periodistas han catalogado a Bolt y a la nueva dirección de Disney como el primer destello de un nuevo renacimiento. En un artículo publicado en la revista Wired, que incluyó entrevistas con Chris Williams, John Lasseter y Edwin Catmull, la redactora Caitlin Roper resumió la influencia de Pixar: "Se puede ver en la animación de Bolt, de 2008, la primera película que tocaron Lasseter y Catmull: los personajes eran más interesantes visualmente, más creíbles y más graciosos que en la película anterior de Disney, Meet the Robinsons. Y, lo que es más importante, las voces tenían más matices: los personajes no parecían caricaturas". Bolt también fue nominada a los premios Óscar por mejor película animada.
Cuando Lasseter asumió el control creativo de la división de animación tras la compra de Pixar, Disney anunció que regresaría a la animación tradicional con el estreno en 2009 de The Princess and the Frog, inspirada en la novela La princesa rana y el cuento El príncipe rana. El filme obtuvo críticas positivas y fue bien recibido por la audiencia, con una recaudación superior a 267 millones de dólares. Recibió tres nominaciones a los premios Óscar, incluyendo la categoría de Mejor película animada. En la actualidad, The Princess and the Frog es considerada un punto de inflexión moderno para el estudio, y el principio de una nueva era de películas animadas de Disney, aunque algunas personas han expresado su desacuerdo con este punto de vista.
En 2010, Disney estrenó su quincuagésimo largometraje animado, Enredados, que continuó con la nueva dirección del estudio y que también cosechó críticas positivas. Siguiendo la tradición de las películas animadas de los años 1990, Enredados es un cuento de hadas musical levemente basado en la historia de Rapunzel. La película fue nominada a varios premios y fue un gran éxito de crítica y de audiencia, con una recaudación superior a los 500 millones de dólares y un interés renovado en Walt Disney Animation Studios. Winnie the Pooh (2011) también recibió buenas críticas, aunque su desempeño comercial fue más bien modesto. En 2012, Wreck-It Ralph obtuvo resultados similares a Enredados y también fue nominada a mejor película en los Óscar y los Globos de Oro.
En 2013, el estudio estrenó Frozen, una película musical vagamente basada en el cuento de hadas La reina de las nieves, que obtuvo excelentes críticas y rompió récords de taquilla durante el fin de semana de su estreno. Frozen se convertiría en la primera película de Walt Disney Animation Studios en obtener más de mil millones de dólares de ganancia y es, además, la película animada más taquillera de la historia. Frozen obtuvo el premio Óscar a la mejor película animada y a la Mejor canción original por «Let it Go».
En 2014, se estrenó Big Hero 6, una película inspirada por el equipo de superhéroes del mismo nombre de Marvel Comics. La película obtuvo muy buenas críticas desde su lanzamiento y fue un éxito de taquilla, con una recaudación de más de 657 millones de dólares, lo que la convirtió en la película animada más exitosa de 2014. También obtuvo el premio Óscar a la Mejor película animada.
En 2016, el estudio estrenó Zootopia, que fue un gran éxito tanto de crítica como de taquilla. Muchos críticos alabaron la cinta no solo por su excelencia artística, sino también por abordar las temáticas del prejuicio y los estereotipos, muy oportunas en el ambiente político contemporáneo de los Estados Unidos. Zootopia fue la película animada más exitosa en su primer fin de semana en las salas y se convirtió en la cuarta película animada y segunda película animada de Disney en recaudar más de mil millones de dólares en todo el mundo. La película obtuvo diversos premios entre ellos el Óscar y el Globo de Oro a la mejor película animada.
A finales de 2016, Disney estrenó otra película Moana, un musical basado en mitos antiguos polinesios; el filme logró convertirse en un gran éxito obteniendo buenas críticas y una taquilla similar a Big Hero 6, a pesar de la gran calidad que tiene la película algunos críticos mencionaron que quedó un tanto eclipsada debido a que Zootopia se había estrenado el mismo año con mayor éxito, aunque Moana obtuvo más nominaciones a los Óscar y los Globos de Oro como mejor película animada y mejor canción original que le fueron arrebatados por Zootopia y La La Land respectivamente.
En 2021, el estudio estrenó Encanto. Esta película obtuvo reseñas favorables por el realismo mágico y el trauma transgeneracional como temática principal. Encanto ha obtenido múltiples nominaciones y premios en varios círculos críticos. Ganó el Globo de Oro a la mejor película animada, el National Board of Review a la mejor película animada. En la 94.ª edición de los Premios Óscar la película fue ganadora de la categoría Mejor película de animación, mientras que su banda sonora y tema "Dos Oruguitas" fueron nominados para Mejor banda sonora original y Mejor canción original.

## Recepción

### Valoración de la crítica y del público
La mayoría de las películas del renacimiento de Disney tuvieron una recepción positiva. En Rotten Tomatoes, cuatro de las primeras cinco películas (La sirenita, La bella y la bestia, Aladdín y El rey león) tienen más del 90% de críticas positivas, mientras que Pocahontas fue la peor recibida (con el 55% de críticas positivas).
| Película                  | Directores                 | Rotten Tomatoes             | Metacritic       | CinemaScore   |
| ------------------------- | -------------------------- | --------------------------- | ---------------- | ------------- |
| La sirenita               | Ron Clements John Musker   | 93% (8,1/10) (70 críticas)  | 88 (24 críticas) | No disponible |
| The Rescuers Down Under   | Mike Gabriel Hendel Butoy  | 70% (6,2/10) (26 críticas)  | 70 (19 críticas) | No disponible |
| La bella y la bestia      | Gary Trousdale Kirk Wise   | 94% (8,5/10) (116 críticas) | 95 (22 críticas) | A+            |
| Aladdín                   | Ron Clements John Musker   | 95% (8,1/10) (74 críticas)  | 86 (25 críticas) | A+            |
| El rey león               | Roger Allers Rob Minkoff   | 93% (8,4/10) (128 críticas) | 88 (30 críticas) | A+            |
| Pocahontas                | Mike Gabriel Eric Goldberg | 55% (6/10) (56 críticas)    | 58 (23 críticas) | A−            |
| El jorobado de Notre Dame | Gary Trousdale Kirk Wise   | 71% (7,1/10) (56 críticas)  | 74 (28 críticas) | A             |
| Hércules                  | Ron Clements John Musker   | 84% (7/10) (55 críticas)    | 74 (22 críticas) | A             |
| Mulan                     | Barry Cook Tony Bancroft   | 86% (7,5/10) (77 críticas)  | 71 (24 críticas) | A+            |
| Tarzán                    | Kevin Lima Chris Buck      | 89% (7,6/10) (105 críticas) | 79 (27 críticas) | A             |

### Taquilla
| Película                  | Fecha de estreno        | Recaudación    | Recaudación  | Recaudación  | Posición           | Posición | Posición         | Presupuesto  | Referencia |
| Película                  | Fecha de estreno        | Estados Unidos | Otros países | Mundial      | Doméstico en total | (A)      | Mundial en total | Presupuesto  | Referencia |
| ------------------------- | ----------------------- | -------------- | ------------ | ------------ | ------------------ | -------- | ---------------- | ------------ | ---------- |
| La sirenita               | 17 de diciembre de 1989 | $111.543.479   | $99.800.000  | $211.343.479 | 521                | 521      | 581              | $40.000.000  | [ 98 ]     |
| The Rescuers Down Under   | 16 de noviembre de 1990 | $27.931.461    | $19.468.539  | $47.400.000  | 2500               | 2500     | 2500             | $37.931.000  | [ 99 ]     |
| La bella y la bestia      | 22 de noviembre de 1991 | $218.967.620   | $224.033.956 | $443.001.576 | 125                | 123      | 194              | $25.000.000  | [ 100 ]    |
| Aladdín                   | 25 de noviembre de 1992 | $217.350.219   | $286.700.000 | $504.050.219 | 131                | 91       | 139              | $28.000.000  | [ 101 ]    |
| El rey león               | 24 de junio de 1994     | $422.783,777   | $564,700,000 | $987,483,777 | 14                 | 18       | 24               | $45.000.000  | [ 102 ]    |
| Pocahontas                | 23 de junio de 1995     | $141.579.773   | $204.500.000 | $346.079.773 | 323                | 323      | 286              | $55.000.000  | [ 103 ]    |
| El jorobado de Notre Dame | 21 de junio de 1996     | $100.138.851   | $225.200.000 | $325.338.851 | 623                | 623      | 314              | $100.000.000 | [ 104 ]    |
| Hércules                  | 27 de junio de 1997     | $99.112.101    | $153.600.000 | $252.712.101 | 629                | 629      | 450              | $85.000.000  | [ 105 ]    |
| Mulan                     | 19 de junio de 1998     | $120.620.254   | $183.700.000 | $304.320.254 | 444                | 444      | 347              | $90.000.000  | [ 106 ]    |
| Tarzán                    | 18 de junio de 1999     | $171.091.819   | $277.100.000 | $448.191.819 | 228                | 228      | 179              | $130.000.000 | [ 107 ]    |

Indicador(es) de las listas
- (A) indica los totales ajustados por inflación (calculado por Box Office Mojo).

## Premios
Nueve de las películas del renacimiento de Disney recibieron nominaciones a los premios Óscar, en especial La bella y la bestia que fue la primera película animada nominada para Mejor película. Seis de las películas ganaron al menos un Óscar y nueve de ellas fueron nominadas para los premios Annie (ocho de ellas obtuvieron al menos uno de estos premios).
| Año  | Película                  | Premios Óscar | Premios Óscar | Premios Annie | Premios Annie |
| Año  | Película                  | Nominaciones  | Ganó          | Nominaciones  | Ganó          |
| ---- | ------------------------- | ------------- | ------------- | ------------- | ------------- |
| 1989 | La sirenita               | 3             | 2             | 0             | 0             |
| 1991 | La bella y la bestia      | 6             | 2             | 2             | 2             |
| 1992 | Aladdín                   | 5             | 2             | 3             | 1             |
| 1994 | El rey león               | 4             | 2             | 3             | 3             |
| 1995 | Pocahontas                | 2             | 2             | 7             | 4             |
| 1996 | El jorobado de Notre Dame | 1             | 0             | 13            | 0             |
| 1997 | Hércules                  | 1             | 0             | 6             | 4             |
| 1998 | Mulan                     | 1             | 0             | 12            | 10            |
| 1999 | Tarzán                    | 1             | 1             | 11            | 1             |

## Bandas sonoras
| Año  | Película                  | US | Certificación de la RIAA |
| ---- | ------------------------- | -- | ------------------------ |
| 1989 | La sirenita               | 33 | Séxtuple platino         |
| 1991 | La bella y la bestia      | 19 | Triple platino           |
| 1992 | Aladdín                   | 6  | Triple platino           |
| 1994 | El rey león               | 1  | Diamante                 |
| 1995 | Pocahontas                | 1  | Triple platino           |
| 1996 | El jorobado de Notre Dame | 13 | Platino                  |
| 1997 | Hércules                  | 17 | Oro                      |
| 1998 | Mulan                     | 25 | Oro                      |
| 1999 | Tarzán                    | 5  | Doble platino            |

## Impacto en otros estudios
El éxito del renacimiento de Disney atrajo la atención de muchos estudios de animación y estudios de cine. Los principales estudios de cine establecieron nuevas divisiones de animación como Amblimation, Fox Animation Studios o Warner Bros. Feature Animation para replicar el éxito de Disney, convirtiendo sus películas animadas en musicales al mismo estilo. Sin embargo, la mayoría de los intentos se encontraron con críticas, en gran parte mixtas a negativas, de los críticos y malos resultados de taquilla entre los años 1990 y 2000, con A Troll in Central Park como ejemplo destacado. Además, la película South Park: Bigger, Longer & Uncut resultó ser una sátira a las producciones en animación de este tipo. Por otro lado, algunas películas se acercaron en términos de igualar el éxito crítico, financiero o popular. Los ejemplos incluyen: Batman: la máscara del fantasma (producida por Warner Bros. Feature Animation), The Swan Princess (producida por Nest Family Entertainment y Crest Animation Productions), Balto (producida por Amblimation), Los gatos no bailan (producida por Turner Feature Animation y Warner Bros. Feature Animation), Anastasia (producida por Fox Animation Studios), El príncipe de Egipto (producida por DreamWorks Animation) y El gigante de hierro (producida por Warner Bros. Feature Animation). En cuanto a las producciones de animación extranjeras destacaron Little Nemo, The Nutcracker Prince y FernGully. La mayoría de estas producciones lograron el éxito comercial a través de sus diversos lanzamientos en VHS domésticos.
Cabe señalar que las películas en animación digital de Pixar Animation Studios: Toy Story (1995), Bichos: Una aventura en miniatura (1998), Toy Story 2 (1999), Monsters, Inc. (2001), Buscando a Nemo (2003), Los Increíbles (2004), Cars (2006), Ratatouille (2007), WALL·E (2008), Up (2009) y Toy Story 3 (2010) recibieron una aclamación crítica y popular muy similar a la de los largometrajes animados del renacimiento de Disney. Pixar no volvería a experimentar una recepción similar hasta el estreno de Inside Out (2015). Además, Brave (2012) mantiene una influencia de las Princesas Disney de este período. Debido al éxito de Pixar con Toy Story, el estudio de Disney Television Animation realizaría la serie animada Buzz Lightyear of Star Command (2000–01) en animación tradicional.